# グリーゼ486
グリーゼ486とは、地球からおとめ座の方向に存在する赤色矮星である。ウォルフ437としても知られている。その表面温度は3340±54ケルビンである。グリーゼ486は、重元素の濃度が太陽に似ており、金属量のFe/H指数は0.07±0.16である。閃光星であると疑われたが、2019年の観測では閃光星であることは明らかにならなかった。
グリーゼ486は彩層に約1.6キロガウスの目立たない磁場を持っている。自転速度は遅く、非常に古く、銀河系の古い薄い円盤に運動学的に属している可能性がある。
多重度調査では、2020年の時点でグリーゼ486に付随する天体は検出されなかった。

## 惑星系

グリーゼ486bの地表の想像図

2021年、グリーゼ486bという名称の太陽系外惑星が主星に接近した軌道上で発見された。これは、近い将来ジェイムズ・ウェッブ宇宙望遠鏡が打ち上げられるとすぐに分光学的特性評価に適した珍しいクラスの岩石惑星である。
| 名称 （恒星に近い順） | 質量               | 軌道長半径 （天文単位）  | 公転周期 (日)               | 軌道離心率 | 軌道傾斜角     | 半径                  |
| --------------------- | ------------------ | ------------------------ | --------------------------- | ---------- | -------------- | --------------------- |
| b (Su)                | 2.82+0.11 −0.12 M⊕ | 0.01734+0.00026 −0.00027 | 1.467119+0.000031 −0.000030 | <0.05      | 88.4+1.1 −1.4° | 1.305+0.063 −0.067 R⊕ |

## 名称
2022年、ジェイムズ・ウェッブ宇宙望遠鏡の優先観測目標候補となっている太陽系外惑星のうち、20の惑星とその親星を公募により命名する「太陽系外惑星命名キャンペーン2022（NameExoWorlds 2022）」において、グリーゼ486とグリーゼ486bは命名対象の惑星系の1つとなった。このキャンペーンは、国際天文学連合（IAU）が「持続可能な発展のための国際基礎科学年（IYBSSD2022）」の参加機関の一つであることから企画されたものである。2023年6月、IAUから最終結果が公表され、グリーゼ486はGar、グリーゼ486bはSuと命名された。Garは、バスク語で「炎」を意味する言葉、Suは、バスク語で「火」を意味する言葉で、危険と守護の二面性を表しており、バスク人がよく使う情熱と熱狂を示す言い回し“su eta gar”（火と炎）が元になっている。